# Timeslaughter
Timeslaughter è un videogioco picchiaduro sviluppato e pubblicato dal gruppo amatoriale Bloodlust Software nel 1996 per MS-DOS, e presenta alcune caratteristiche presenti in Time Killers. È scaricabile dal sito ufficiale del gioco.

## Trama
William Spade, uno scienziato, sta costruendo una macchina del tempo, ma proprio quando la macchina è vicina alla conclusione, 4 membri di una strana e malefica setta di demoni, chiamata Takar (i cui componenti sono Staine, The Dreg, The Surgeon e The Butcher) vengono a prendersi la macchina del tempo. Blade rifiuta, e come conseguenza viene torturato dai 4 della Takar, perdendo l'occhio sinistro e le braccia, ed è pertanto costretto ad attivare la sua macchina del tempo con il proprio naso, nonostante sia ancora incompleta. Ciò rimanda i 4 membri della Takar da dove erano venuti, ma causa anche un disastro cronologico. Come conseguenza, dei potenti guerrieri venuti da diverse ere vengono teletrasportati nel presente attuale, mentre Spade ricostruisce il suo corpo con arti bionici, rinominandosi Portal, ormai pronto a vendicarsi.

## Personaggi utilizzabili
- Ug: un uomo del Neaderthal. Stando ai creatori del gioco, ha inventato il fuoco, la ruota, la tecnologia nucleare, la clava e perfino la morte. (50002 a.C.)
- Spice: una prostituta americana dai tratti violenti. (1997)
- Savage: un lottatore che soffre della Sindrome di Tourette. Si è risvegliato in una terra desolata dopo la guerra nucleare del 2121 senza alcuna memoria. (2189)
- Chi: guardiano cinese, vittima di uno scherzo crudele: il suo maestro gli disse di fare da guardia a un ponte fin dalla tenera età fino a quando non fosse arrivata una "scimmia volante". (500 a.C.)
- Pierre: artista francese, gran donnaiolo. (1528)
- Mojumbo: cannibale proveniente da una tribù haitiana, fu esiliato a seguito del suo rifiuto di mangiare suo padre, il capotribù, e fu costretto a indossare una maschera in segno di vergogna. (1752)
- Lazarus: un dottore scozzese disperso in un'isola a seguito di un naufragio. (1956)
- Vlad: è un chiaro riferimento al Conte Dracula, Vlad III Dracula. (1450)
- Jinsoku: cieco dalla nascita, usa delle lame d'ascia alle braccia come armi, e vive con i suoi zii nelle montagne innevate. (1327)
- Asylum: paziente di un manicomio in Australia, si vanta di avere numerose personalità. (2043)
- Portal: in origine William Spade, ora ricostruito e pronto a vendicarsi della Takar. È il boss finale del gioco.
- Staine: leader della Takar, è un personaggio segreto. Per affrontarlo, bisogna sconfiggere tutti gli avversari prima di Portal, finendoli tutti con la propria Finisher Move. Il suo è uno stage speciale, perché si svolge su una mano di Ratchkar, il dio dei Takar.
- Ravage: in realtà egli è Savage, ricostruito dalla Takar.
- Buddy: un umano diventato ritardato visto l'eccesso di videogiochi violenti. A causa di questa specie di mutazione ha adesso una testa enorme.

## TimeSlaughter Lost
Timeslaughter Lost è una versione alternativa del gioco normale. Rispetto ad esso, sono presenti dei cambiamenti assenti nel primo Timeslaughter: ritratti differenti, nuovi colori alternativi e stage diversi. È anch'esso scaricabile.